# Boreogadus saida
El bacalao polar (Boreogadus saida) es un pez de la familia Gadidae, relacionado con el verdadero bacalao (género Gadus). Existe otra especie que comparte un nombre similar, el bacalao Ártico (Arctogadus glacialis). También conocido como Polar cod en inglés, Saika en ruso siendo este su principal productor y mercado. Se utiliza también como cebo debido a su precio, bajo coste de extracción y baja penetración en el mercado. Carne blanca y con alto porcentaje de proteínas (17%) como todos los gadidos, aunque este se asemeja más al color de la carne del abadejo (Pollachius Virens) que al propio bacalao.

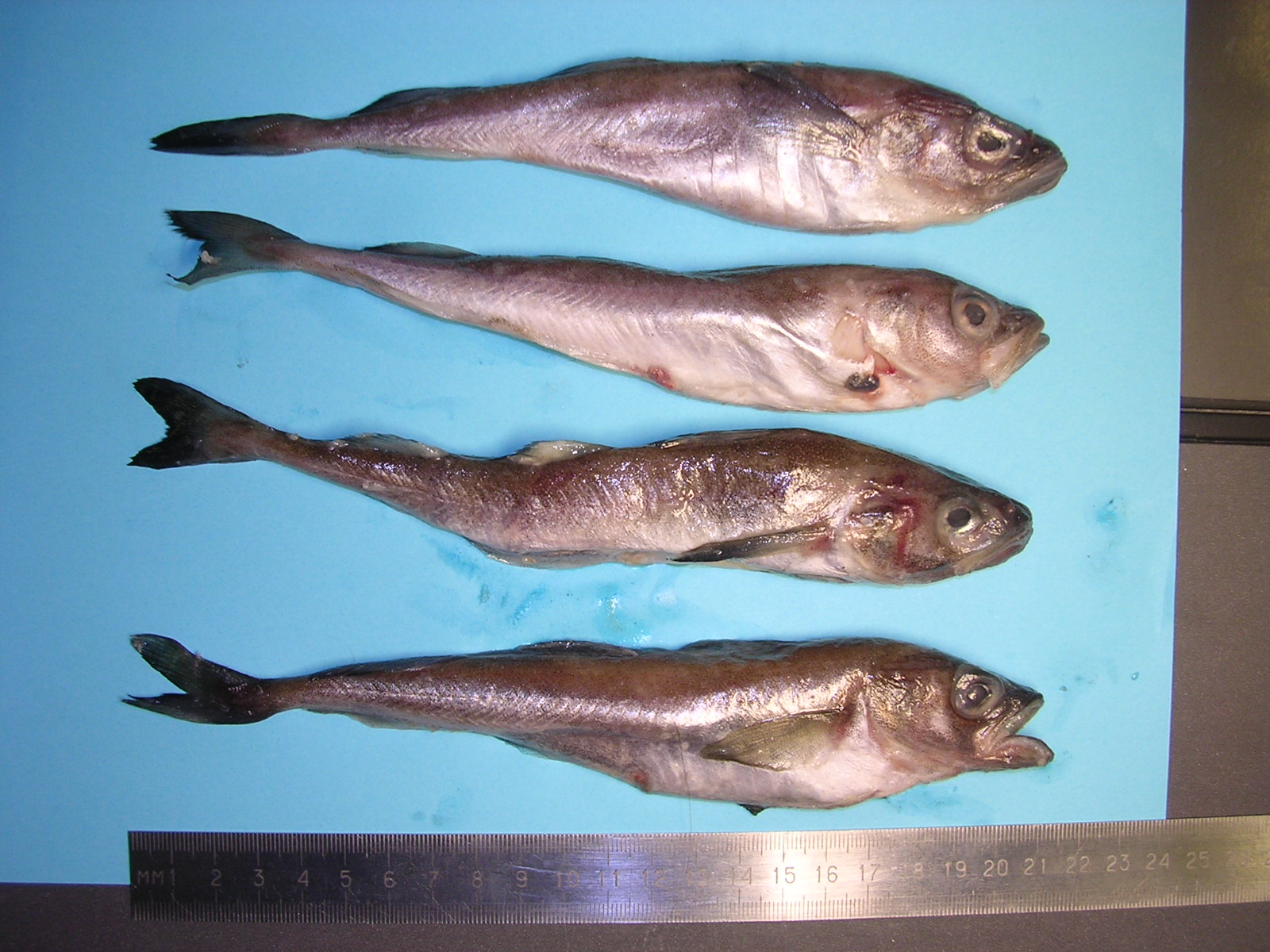
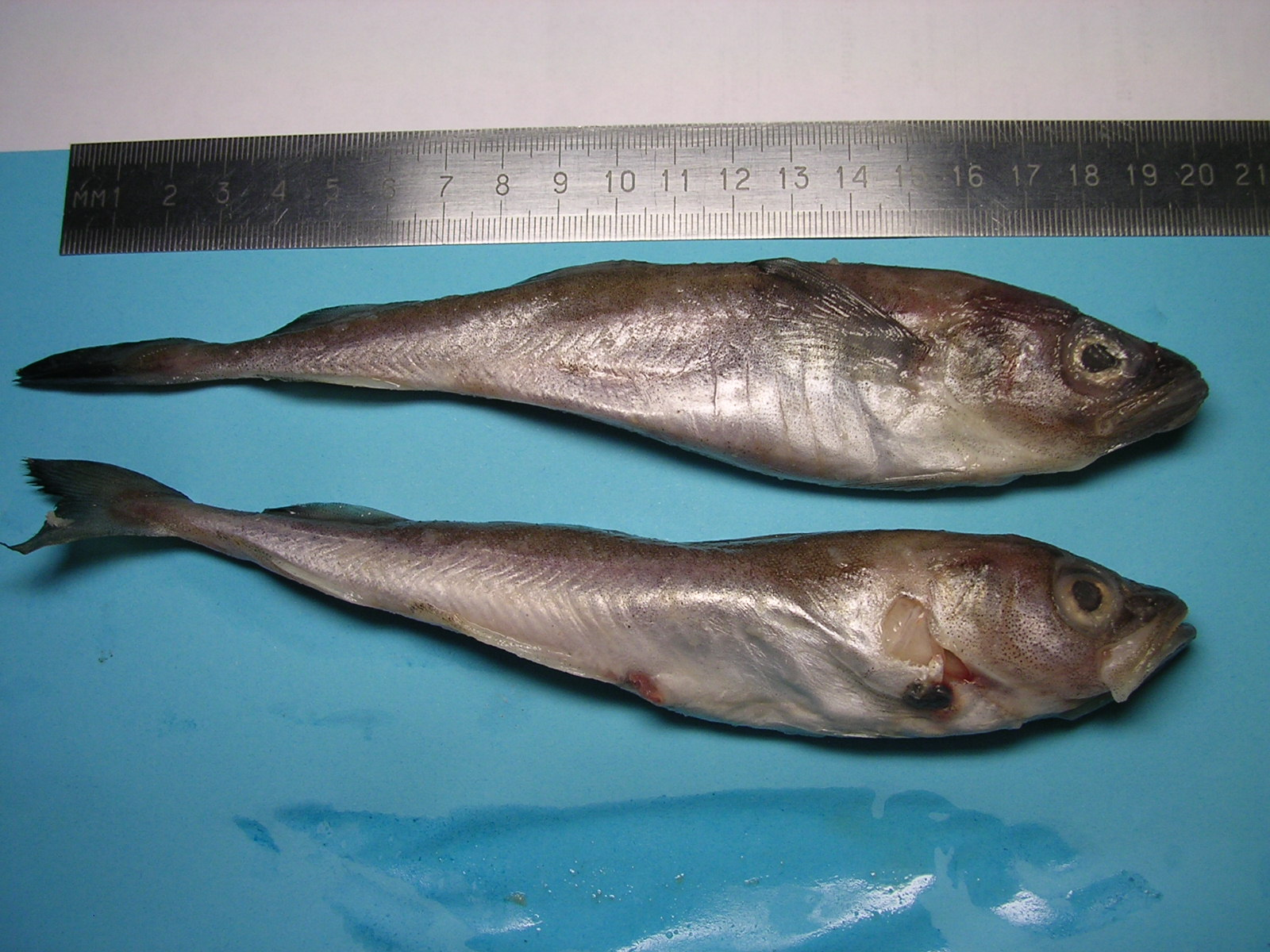
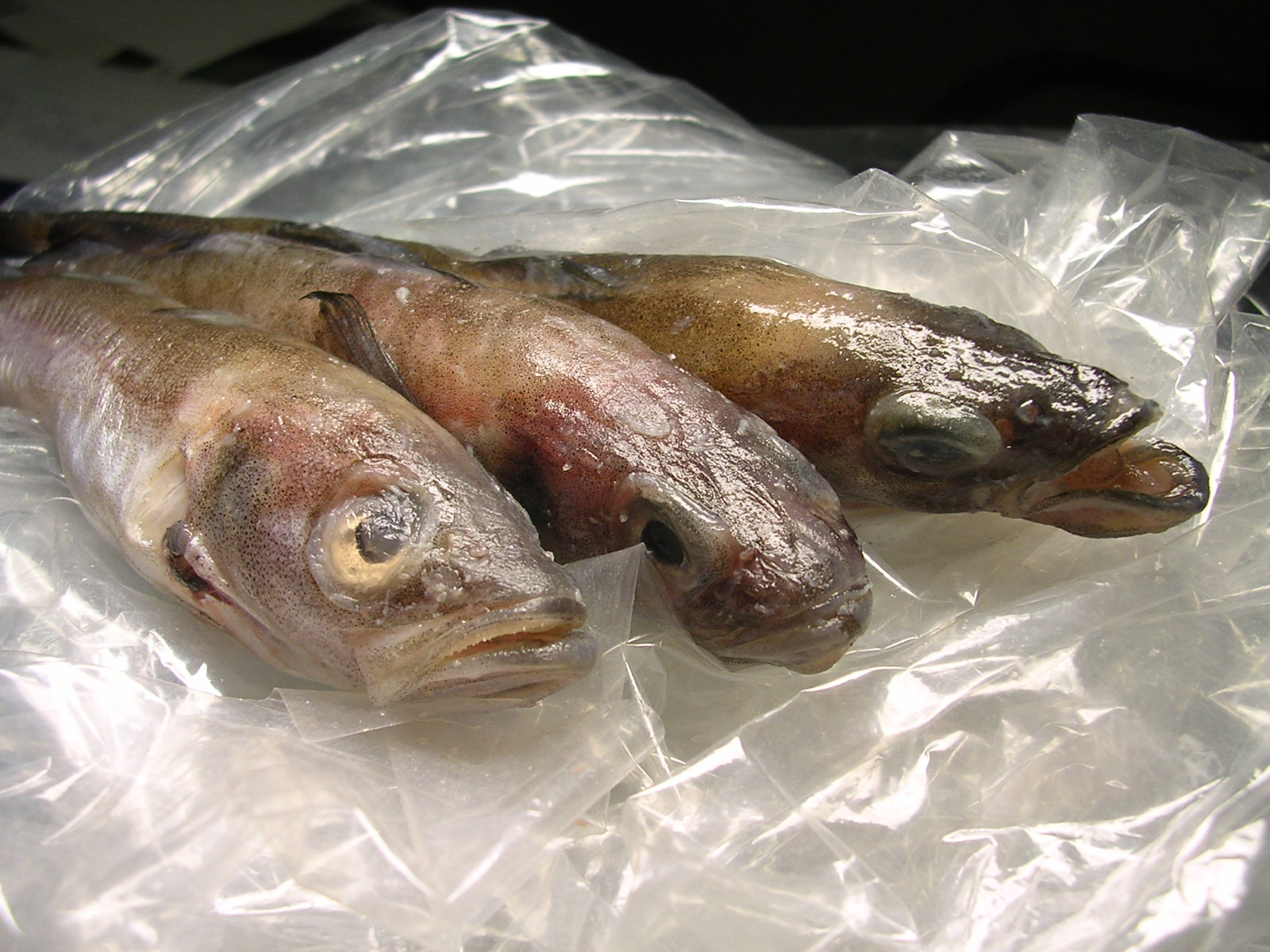
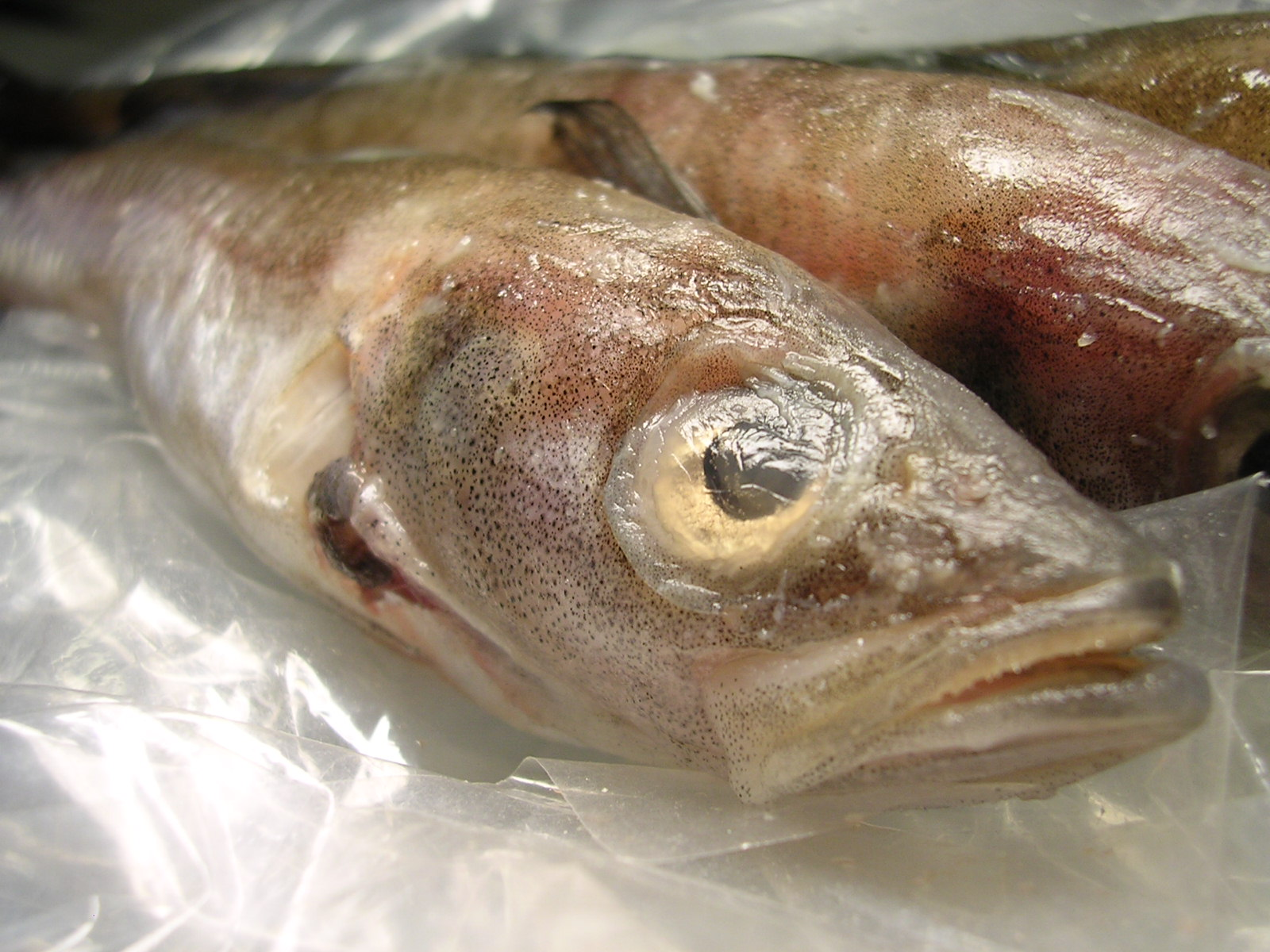
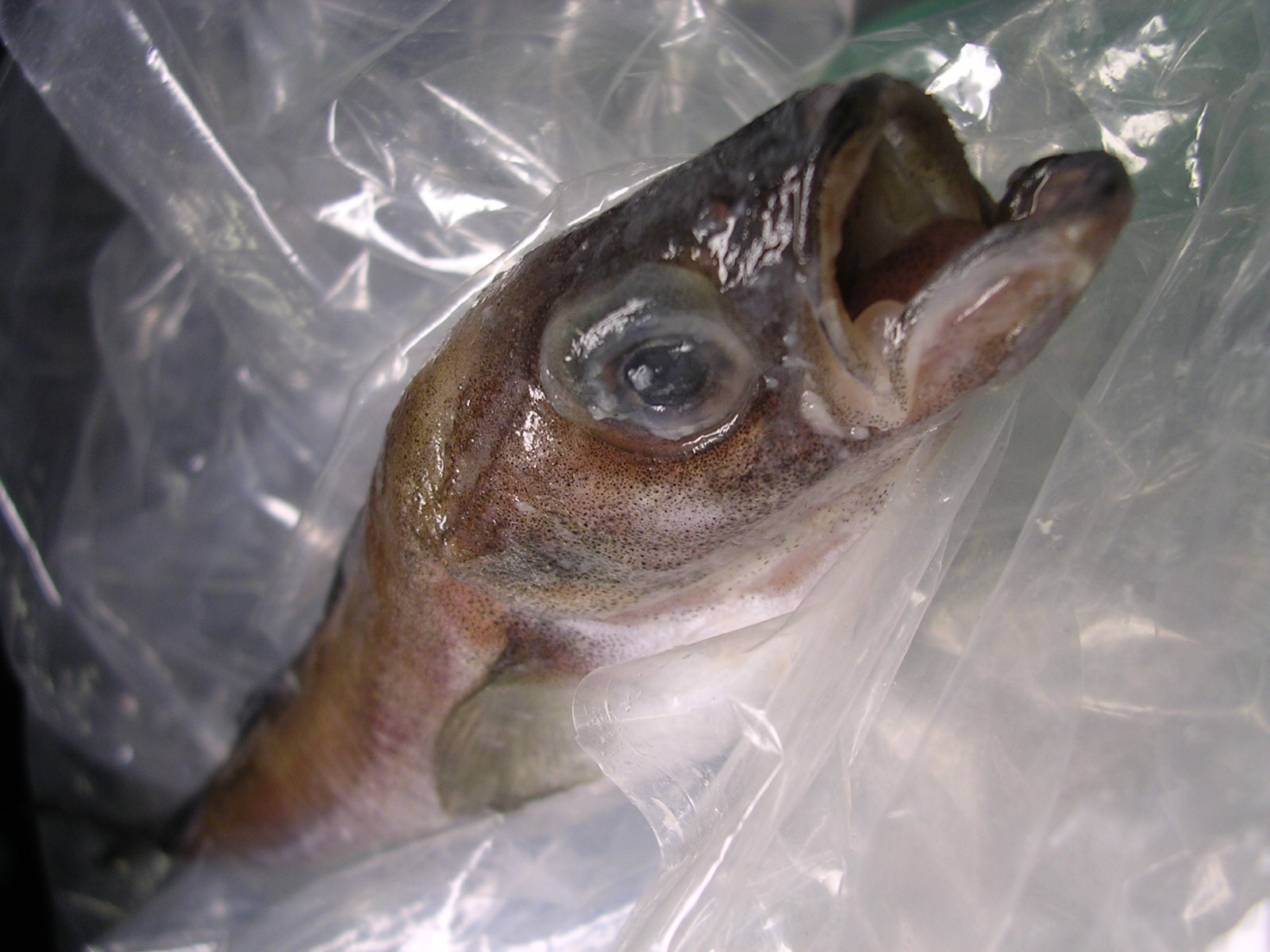
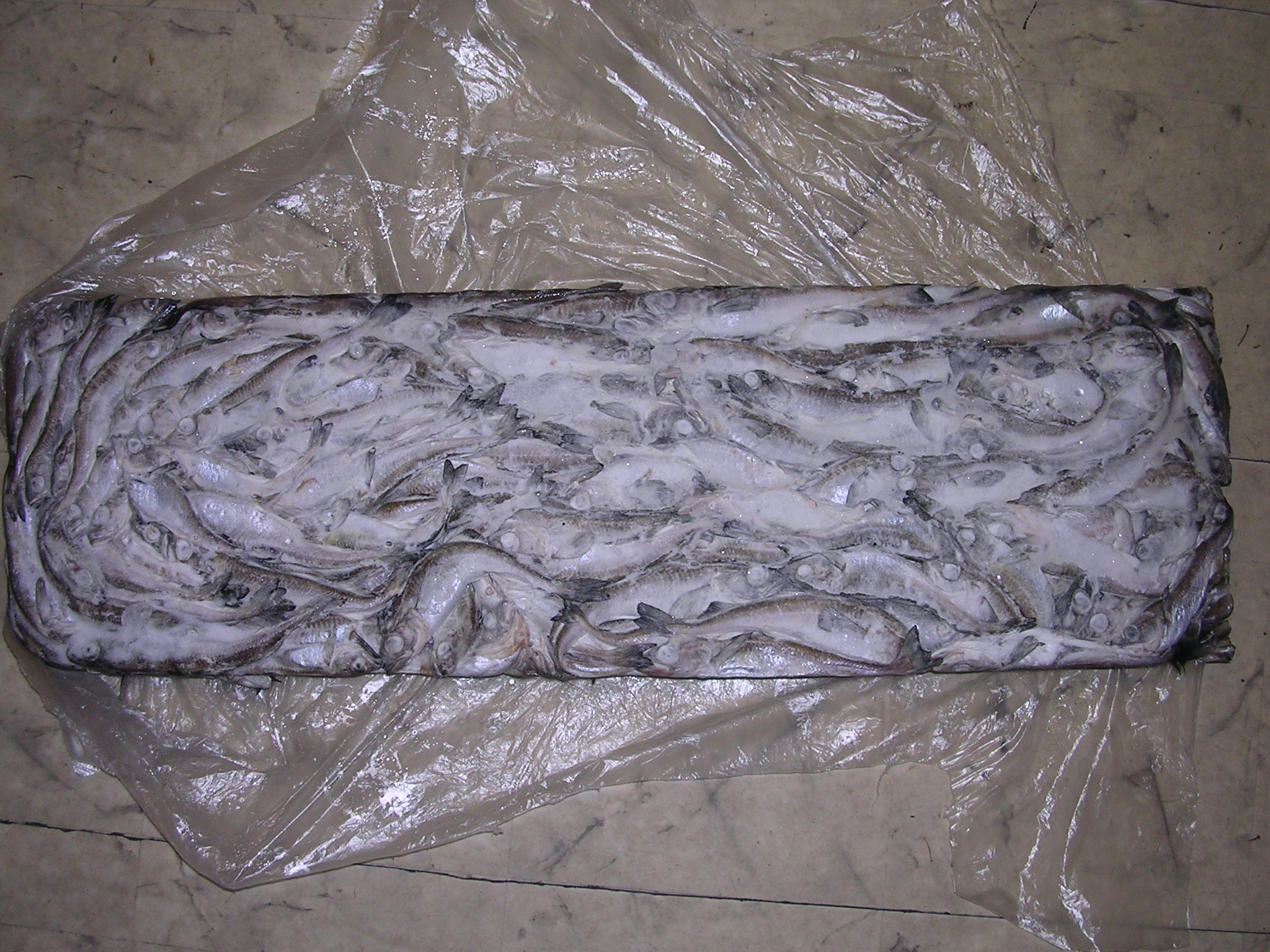

## Características
El bacalao polar tiene un cuerpo grácil, la cola con una bifurcación profunda, boca saliente y pequeñas barbas en el mentón. Está plenamente coloreado con manchas marrón sobre un fondo plateado. Alcanza una longitud de 30 cm.
Con frecuencia se encuentra en aguas superficiales, pero se sabe que se sumerge a profundidades hasta de 900 m. Es frecuente que visite los estuarios. Sobrevive mejor a temperaturas entre 0 y 4 °C pero puede tolerar aguas aún más frías, debido a la presencia de proteínas anticongelantes en su sangre. Se agrupan en grandes cardúmenes en aguas descongeladas.

## Alimentación y depredación
El bacalao polar se alimenta de plancton y kril. Es a su vez el principal alimento de los narvales, belugas, focas anilladass y aves marinas. Son pescados con fines comerciales en Rusia.

## Distribución
Se encuentra más al norte que cualquier otra especie de pez (más allá de los 84 ° N) con una distribución que abarca los mares del Ártico del lado ruso, Alaska, Canadá y Groenlandia (Noruega).